# Big Heath Conservation Park
Big Heath Conservation Park är en park i Australien. Den ligger i delstaten South Australia, omkring 300 kilometer sydost om delstatshuvudstaden Adelaide. Big Heath Conservation Park ligger 47 meter över havet.
Trakten runt Big Heath Conservation Park är nära nog obefolkad, med mindre än två invånare per kvadratkilometer.. Det finns inga samhällen i närheten. 
Trakten runt Big Heath Conservation Park består till största delen av jordbruksmark. Genomsnittlig årsnederbörd är 808 millimeter. Den regnigaste månaden är juli, med i genomsnitt 137 mm nederbörd, och den torraste är februari, med 17 mm nederbörd.